# БМТ-72
БМТ-72 (БВМП-72) — українська експериментальна бойова машина піхоти, розроблена Харківським конструкторським бюро з машинобудування імені О. О. Морозова на базі танку Т-72. Як і БВМП-84, ця машина має танкову компоновку, озброєння, корпус, шасі та інше. Ходова частина подовжена на один коток для збільшення внутрішнього обсягу, який використовується для розміщення десанту в 5 чоловік.
На БМТ-72 встановили двигун потужністю 1200 к.с., нову систему управління вогнем, вдосконалений динамічний захист. З'явилася дистанційно-керована зенітна установка. БМПТ-72 має велику уніфікацію з танком Т-84. Люки десантного відділення (три) розташовані відразу позаду башти.
Вага БМТ-72 зросла до 50 тонн. В результаті максимальна швидкість знизилася до 55 км/год.
Через розміщення десанту боєкомплект до 125-мм гармати зменшений до 30 пострілів.